# The Wyatt Family
The Wyatt Family was een professioneel worstelteam van het bedrijf World Wrestling Entertainment (WWE). Tot de leden van deze groep behoorden Bray Wyatt, de leider van de groep, Erick Rowan, Luke Harper en ook anderen, zoals Braun Strowman.

## Oprichting
In november 2012 richtte Bray Wyatt The Wyatt Family op, waarop Luke Harper en Erick Rowan zich daarbij aansloten. In mei 2013 veroverden Rowan en Harper het NXT Tag Team Championship door het duo Adrian Neville en Oliver Grey te verslaan. Op 20 juni 2013 moesten ze de titel afstaan aan Adrian Neville en Corey Graves.
Vanaf 27 mei 2013, in een aflevering van Raw, vertoonde de WWE wekelijks vignetten van The Wyatt Family. Op 8 juli 2013 maakte Wyatt, Harper en Rowan, als The Wyatt Family, hun debuut op Raw en vielen Kane aan. In eind december werd Daniel Bryan lid van het team, maar hij verliet het team alweer op 13 januari 2014, op Raw. 

## Verdere geschiedenis

### Strowman
Later verliet Erick Rowan de Wyatts. In augustus 2015 verscheen er plotseling tijdens een wedstrijd (Wyatt en Harper vs Roman Reigns en Dean Ambrose), een nieuw lid, met een zwart schapenmasker "Sister Abigail's black sheep". Het licht ging een minuutje uit en een enorm (gespierd) gestalte (meer dan 200 cm lang en een ruim 180 kg) verscheen en maakte korte metten met Reigns en Ambrose. Bray Wyatt introduceerde hem later als 'Braun Strowman', in werkelijkheid een 'Sterkste Man'-deelnemer uit de Verenigde Staten.
Op Night of the Champions 2015, worstelde de Wyatts tegen Reigns en Ambrose, met een nog onbekende tag-team partner. Toen de wedstrijd begon bleek dit Chris Jericho te zijn. Na diverse harde stoten kreeg Reigns na veel moeite met een 'spear' Braun Strowman tegen de mat, waarbij Reigns zich blesseerde. Chris Jericho tikte Reigns aan en nam het over. Hij probeerde Strowman te pinnen, die Jericho na 2 tellen meer dan een meter uitstootte. Jericho maakte daarna geen kans meer en Strowman maakte het verhaal af met 2 finishers. Bray Wyatt en Luke Harper gooiden voor de zekerheid Reigns en Ambrose hard tegen het hek dat het publiek scheidt van de ring en de mat er naast, om te voorkomen dat zij zouden ingrijpen tussen Jericho en Strowman.

### Terugkeer van Rowan
Erick Rowan kwam weer terug bij de Wyatts tijdens Hell in a Cell op 24 oktober 2015. Nadat 'Demon Kane' na een wedstrijd op de mat lag trapten ze hem en sloegen ze hem als teken dat de Wyatts compleet en onverslaanbaar zijn. Daarna droegen ze Kane als een dode uit de ring. 

### Blessure
Op de laatste RAW (monday night) die Shane McMahon mocht presenteren, op 4 april 2016, kwamen Roman Reigns en Bray Wyatt oog in oog te staan met elkaar. The League of Nations, een groep van drie worstelaars, vielen Roman Reigns aan en The Wyatt Family wilde The League of Nations een lesje leren. McMahon kwam tevoorschijn en zei dat Bray Wyatt het samen met Roman Reigns (eigenlijk 'vijanden' van elkaar) op moest nemen tegen twee leden van The League of Nations, Alberto Del Rio en Sheamus. Met tegenzin gingen ze dit duel aan en Bray Wyatt en Roman Reigns wonnen van Del Rio en Sheamus. De zwaargewichtkampioen van de WWE op dat moment, Reigns, was hier toch boos over en dat leidde tot een worstelgevecht in Italië op 13 april 2016, waar hij het opnam tegen Bray Wyatt, onder toeziend oog van The Wyatt Family. Tijdens de wedstrijd blesseerde Bray Wyatt zijn kuit, waardoor hij een tijdje niet kon worstelen. Aangezien Luke Harper ook al niet van de partij was wegens een flinke blessure, is The Wyatt Family minimaal tot medio mei 2016 niet compleet en zijn alleen Braun Strowman en Erick Rowan ongedeerd.
In 2016 kwam door een wijziging bij de WWE, Braun Strowman op een andere avond en show te worstelen dan de Wyatt Family. Randy Orton was in een vete met Bray en in hun eerste match op Backlash viel Bray hem voor de match aan waardoor hij niet kon presteren en op No Mercy verraste en leidde een teruggekeerde Luke Harper hem af en Bray won. Daardoor zei Orton dat als je iemand niet kan verslaan dat je hem dan moet volgen. Dus Randy Orton hielp begin november 2016 Luke Harper en Bray Wyatt uit de problemen en stond de week erna aan hun zijde als lid van The "New" Wyatt Family. Samen met Bray won hij de WWE Smackdown LIVE Tag Team Championship. Maar verdedigde die ook samen met Harper. Na het verliezen van de titels komen Randy en Harper in een ruzie en Bray besliste om Harper uit het team te zetten en gaf hem een Sister Abigail omdat Luke eerder Bray een Discus Clothseline gaf.

### De val van The Wyatt Family
In 2017 won Orton de Royal Rumble en Bray Wyatt won op Elimination Chamber 2017 de WWE Championship. Orton wil niet tegen zijn baas vechten waardoor er een Battle Royal werd gehouden om te zien wie Wyatts tegenstander zou zijn op WrestleMania 33. De Battle Royal had twee winnaars, Luke Harper en A.J. Styles. Om toch een tegenstander te vinden kwam er een match tussen die twee en de winnaar werd A.J. Styles. Op dezelfde avond stak Randy Orton het Wyatt Family-huis in brand en verliet het team, wat het einde betekende van The Wyatt Family.

#### Overlijden
Op 26 december 2020 overleed Luke Harper en op 24 augustus 2023 overleed Bray Wyatt, de leider van The Wyatt Family, waarna er een definitief einde kwam aan The Wyatt Family, of een eventuele terugkeer daarvan.

## Terugkeer
Orton versloeg Wyatt op Wrestlemania en won de WWE Championship.
Op 4 april, op een Smackdown LIVE-aflevering daagde Bray Randy uit voor zijn eigen House of Horrors match op Payback 2017. Orton accepteerde dit en werd aangevallen door Bray Wyatt. Opeens komt Erick Rowan terug en hielp Wyatt met het in elkaar slaan van Orton. Luke Harper hielp Orton uit de nood en daarna volgde er een match Orton en Harper vs. Bray Wyatt en Rowan, die Orton en Harper wonnen. Op Payback begon de House of Horrors match buiten, Orton was in zijn limousine en plots ging de deur open. Orton zag rare dingen tot hij een huis binnentrad en werd aangevallen door Wyatt die een koelkast op hem gooide   en met Randy's limo naar het stadion reed. Hij kwam in de ring en zag Randy daar staan. Ze vochten verder totdat Orton werd aangevallen door Jinder Mahal en The Bollywood Boyz, die ook in een vete zitten met hem, met zijn eigen WWE Championship. Bray pinde Orton en won de match. Na een Superstar Shake-Up werd Bray verplaatst naar RAW. Dus hij representeert de Wyatt Family in RAW en Erick Rowan representeert het in Smackdown LIVE.

## Prestaties
- NXT Wrestling
  - NXT Tag Team Championship (1 keer) – Rowan & Harper
- WWE
  - WWE Intercontinental Championship (1 keer) - Luke Harper
  - WWE Smackdown LIVE Tag Team Championship (1 keer) - Wyatt & Orton
  - WWE Championship (1 keer) - Bray Wyatt
  - Royal Rumble (2017) (1 keer) - Randy Orton